# فرانسيس إليوت كلارك
فرانسيس إليوت كلارك (بالإنجليزية: Frances Elliott Clark)‏ هي معلمة موسيقى أمريكية، ولدت في 1860، وتوفيت في 1958.